# Landkreis Dahme-Spreewald
Landkreis Dahme-Spreewald (sorbiska: Wokrejs Damna-Błota) är ett län (Landkreis) i det tyska förbundslandet Brandenburg. Länet är uppkallat efter floden Dahme och landskapet Spreewald som ligger här.
Landkreis Dahme-Spreewald ligger norr om länen Spree-Neiße, Oberspreewald-Lausitz och Elbe-Elster, öster om länet Teltow-Fläming, sydväst om länet Oder-Spree, samt söder om Berlin. Huvudorten är Lübben.

## Administrativ indelning
I förvaltningsrättslig mening finns i modern tid ingen skillnad mellan begreppet Stadt (stad) gentemot Gemeinde (kommun). Följande kommuner och städer ligger i Landkreis Dahme-Spreewald.

### Städer och kommuner
| Amtsfria städer | Kommunalförbund (Amt) med kommuner (Gemeinden) | |
| --- | --- | --- |
| 1. Königs Wusterhausen (34 083) 2. Lübben (Spreewald) (14 047) 3. Luckau (9 952) 4. Mittenwalde (8 758) 5. Wildau (9 849) Amtsfria kommuner (Amtsfreie Gemeinden) 1. Bestensee (6 772) 2. Eichwalde (6 206) 3. Heideblick (3 917) 4. Heidesee (6 937) 5. Märkische Heide (4 278) 6. Schönefeld (13 618) 7. Schulzendorf (7 639) 8. Zeuthen (10 508) | 1. Amt Lieberose/Oberspreewald 1. Alt Zauche-Wußwerk 2. Byhleguhre-Byhlen 3. Jamlitz 4. Lieberose1, 2 5. Neu Zauche 6. Schwielochsee 7. Spreewaldheide 8. Straupitz 2. Amt Schenkenländchen 1. Groß Köris 2. Halbe 3. Märkisch Buchholz2 4. Münchehofe 5. Schwerin 6. Teupitz1, 2 | 3. Amt Unterspreewald 1. Bersteland 2. Drahnsdorf 3. Golssen1, 2 4. Kasel-Golzig 5. Krausnick-Gross Wasserburg 6. Rietzneuendorf-Staakow 7. Schlepzig 8. Schönwald 9. Steinreich 10. Unterspreewald |
| 1Amtssäte; 2stad | | |